# NASCAR Winston Cup Series 1974
La NASCAR Winston Cup Series 1974 è stata la 26ª edizione del campionato professionale di stock car. Il campionato è cominciato il 20 gennaio per concludersi il 24 novembre. Il campione in carica era Benny Parsons mentre il campione costruttori era la Chevrolet.

## Campionato
Il campionato è stato vinto da Richard Petty.